# Hadula turpis
Hadula turpis là một loài bướm đêm trong họ Noctuidae.